# 1729 (tal)
Tallet 1729 er et tal, der fremkommer som produktet af de tre primtal 7, 13, og 19, dvs. 1.729 = 7·13·19.
Tallet 1729 kaldes også Hardy-Ramanujan tallet efter matematikerne G. H. Hardy og Srinivasa Ramanujan. Anekdoten om de to er følgende:
| “ | En gang Ramanujan lå syg i Putney kom Hardy for at besøge ham. Hardy havde rejst med en kedelig taxa med nummeret 1.729 og der var intet ved det tal, der var interessant. Ramanujan sagde imidlertid, at det var et særdeles interessant tal, da tallet er det mindste hele tal, der kan skrives på to forskellige måder som summen af to kubiktal. | ” |

Det vil sige:
1729 = 12³ + 1³ = 10³ + 9³

Tallet 1729 er ligeledes et Harshad-tal
Her går summen af cifre op i tallet :
1+7+2+9 = 19
Specielt her - 1729/19=91, hvor cifrene i resultatet er vendt.